# Cabo Verde Express
Cabo Verde Express es una aerolínea fundada en 1998 que opera vuelos regionales entre las islas de Cabo Verde.

## Historia
Fue fundada en 1998 por Jean-Christophe Bartz, piloto de transporte aéreo y hombre de negocios con muchos intereses en la industria aérea en África Occidental. Las operaciones comenzaron con un solo Cessna 208 Caravan (D4-CBJ). Unos meses más tarde se introdujo el Let L-410 Turbolet de fabricación checa. La aerolínea empleaba a 14 pilotos, incluidos 2 autónomos.
La pequeña aerolínea creció rápidamente bajo el mando del capitán JC Bartz y contribuyó activamente al desarrollo turístico de la isla de Boa Vista. El capitán JC Bartz vendió la aerolínea en 2007 al grupo portugués Omni Aviacao, propietario de White Airways. Su sede central está en el Aeropuerto Internacional Amílcar Cabral en Espargos, isla de Sal.

## Destinos
| Países     | Destinos    | Aeropuertos                                   |
| ---------- | ----------- | --------------------------------------------- |
| Cabo Verde | Boa Vista   | Aeropuerto Internacional Aristides Pereira    |
| Cabo Verde | Maio        | Aeródromo de Maio                             |
| Cabo Verde | Praia       | Aeropuerto Internacional Nelson Mandela       |
| Cabo Verde | Sal         | Aeropuerto Internacional Amílcar Cabral (HUB) |
| Cabo Verde | São Filipe  | Aeródromo de São Filipe                       |
| Cabo Verde | São Nicolau | Aeródromo de Preguiça                         |
| Cabo Verde | São Vicente | Aeropuerto Internacional Cesária Évora        |
| Senegal    | Dakar       | Aeropuerto Internacional Blaise Diagne        |

## Flota

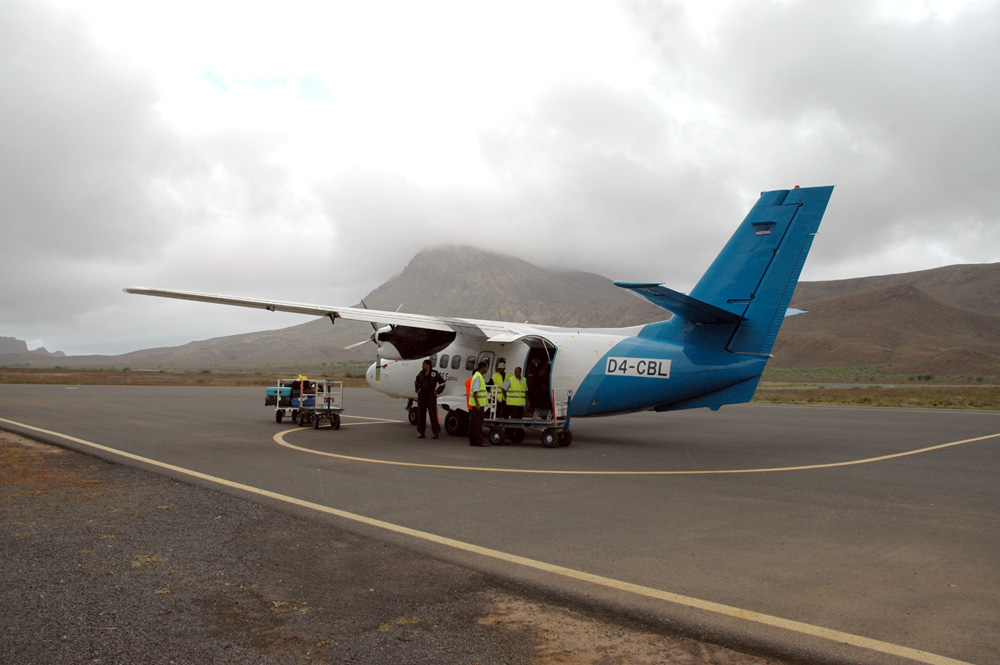
CVExpress Let L-410 con la antigua librea

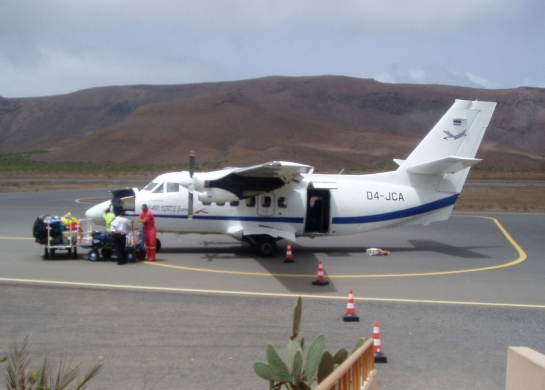
CVExpress Let L-410 con la nueva librea

La flota de Cabo Verde Express está compuesta por las siguientes aeronaves:
| Aeronaves          | En servicio | Pedidos | Pasajeros (clase única) | Matrículas | Antigüedad |
| ------------------ | ----------- | ------- | ----------------------- | ---------- | ---------- |
| Let L-410 Turbolet | 2           | —       | 19                      | D4-CBL     | 34 años    |
| Let L-410 Turbolet | 2           | —       | 19                      | D4-CBR     | 33 años    |

### Flota histórica
| Aeronaves                 | Total | Introducido | Retirado | Matrículas |
| ------------------------- | ----- | ----------- | -------- | ---------- |
| Cessna 208B Grand Caravan | 1     | 1998        | 2000     | D4-CBJ     |